# Poems in Prose (coletânea de Wilde)
Poems in Prose é uma coletânea de poemas em prosa publicados por Oscar Wilde na The Fortnightly Review de julho de 1894. Derivados dos muitos contos orais de Wilde, estes poemas em prosa foram os únicos publicados por Wilde ainda em vida e incluem (na ordem da publicação): "The Artist," "The Doer of Good", "The Disciple," "The Master," "The House of Judgment," e "The Teacher of Wisdom." Dois destes, "The House of Judgment" e "The Disciple," haviam aparecido anteriormente na The Spirit Lamp, revista de graduandos de Oxford, em 17 de fevereiro e em 6 de junho de 1893, respectivamente. Uma série de ilustrações para os poemas foi feita por Charles Ricketts, amigo e frequente ilustrador de Wilde, que não publicou os desenhos à pena em vida.